# Sosie Bacon

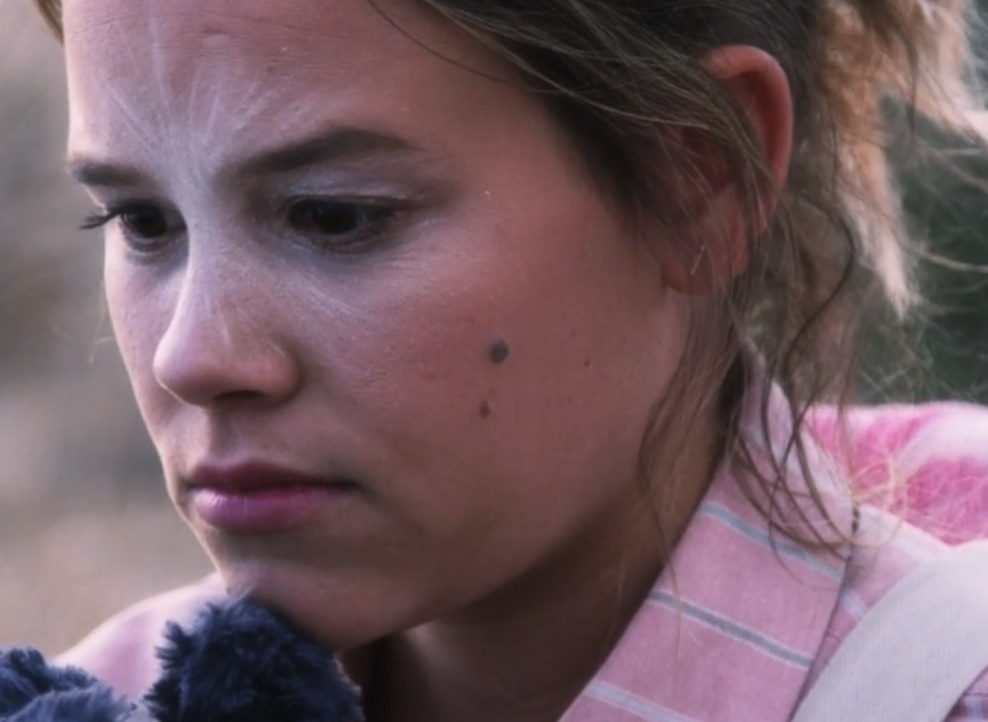
Sosie Bacon (2014)

Sosie Ruth Bacon (* 15. März 1992) ist eine US-amerikanische Schauspielerin. Ihre Eltern sind die Schauspieler Kevin Bacon und Kyra Sedgwick. Bekanntheit erlangte sie vor allem durch ihre Rolle als Skye Miller in der Netflix-Serie Tote Mädchen lügen nicht.

## Leben
Sosie Bacon wurde am 15. März 1992 als Tochter von Kevin Bacon und Kyra Sedgwick geboren. Ihre Mutter brachte sie kurz nach den Dreharbeiten zu Miss Rose White zur Welt und benannte sie nach der Regisseurin Sosie Hublitz. Sosie hat einen Bruder.
Während des Drehs von The Closer verbrachte Bacons Mutter ein halbes Jahr in Los Angeles, während Bacon bei ihrem Vater und Bruder in Manhattan blieb. Ihre Mutter schrieb dieser Tatsache die innigere Beziehung zu ihrem Vater zu.

## Karriere
In ihrer ersten Rolle spielte sie die 10-jährige Emily im Film Loverboy, in dem ihr Vater Regie führte. James Duff, Produzent von The Closer, war von ihrem Auftritt so überzeugt, dass er vorschlug, ihr die Rolle der Nichte Charlie in der fünften Staffel von Deputy Chief Brenda Leigh Johnson zu übertragen. Bacon spielte vier Episoden in der fünften Staffel zusammen mit ihrer Mutter, die die Rolle Chief Johnson übernahm.
Nachdem sie einige Nebenrollen bekommen hatte, unter anderem in The Closer, begann Bacon an der Brown University zu studieren. Sie schloss sich 2012 dem Ensemble von Fiction in Photographs an, einem Off-Broadway-Musical von Dan Mills und Randy Redd.
Am 21. November 2013 wurde Sosie Bacon als Miss Golden Globe 2014 gekrönt. Der Preis wird jedes Jahr von der Hollywood Foreign Press Association vergeben und meist an eine Tochter eines Hollywoodschauspielers verliehen. Den Preis erhielt sie von Francesca Eastwood, Tochter von Clint Eastwood und Frances Fisher.
2014 spielte sie die weibliche Hauptrolle in dem Independent-Film Off Season an der Seite von Chance Kelly. Nach ihrem Auftritt als Skye Miller in Tote Mädchen lügen nicht wurde sie für die Rolle Kristen, jüngste Tochter von Tim Robbins und Holly Hunter in der HBO-Serie Here and Now gecastet.
2022 gab sie als Dr. Rose Cotter die Hauptrolle in Parker Finns Horror-Thriller Smile – Siehst du es auch?.

## Filmografie (Auswahl)

### Film
- 2005: Loverboy
- 2014: Wishin’ and Hopin’
- 2014: Another Life[12]
- 2014: Lady Lonely
- 2015: Ana Maria in Novela Land
- 2015: Off Season
- 2018: Charlie Says
- 2019: The Last Summer
- 2019: Wyrm
- 2022: Smile – Siehst du es auch? (Smile)
- 2024: Once More, Like Rain Man (Kurzfilm)
- 2024: What We Got Wrong
- 2024: Keep Coming Back (Kurzfilm)
- 2024: Other Other (Kurzfilm)
- 2024: Hazard

### Fernsehen
- 2009: The Closer
- 2014: Basic Witches
- 2015: Lost Boy
- 2015–2016: Scream
- 2017: Story of a Girl
- 2017–2018: Tote Mädchen lügen nicht  (13 Reasons Why)
- 2018: Here and Now
- 2020: Narcos: Mexico
- 2021: Mare of Easttown (Miniserie)
- 2022: As We See It